# Centrica
Centrica plc — британская компания, занимающаяся хранением и поставками газа, снабжением потребителей электроэнергией, а также оказанием сервисных услуг. Штаб-квартира — в Виндзоре, графство Беркшир.
В списке крупнейших компаний мира Forbes Global 2000 за 2022 год заняла 990-е место (589-е по размеру выручки, 1329-е по чистой прибыли, 960-е по активам).

## История
В 1812 году в Великобритании для организации газового освещения Лондона была основана первая в мире газовая компания. С конца XIX века газ начал широко применяться для приготовления пищи и отопления. На 1914 год в Великобритании было 1500 газовых компаний, из них треть — муниципальные, остальные — частные. С распространением электричества в 1930-х годах газовые компании начали приходить в упадок. В мае 1949 года все оставшиеся 1037 газовых компаний были национализированы и объединены в государственного монополиста British Gas. В 1960-х годах компания перешла с газификации угля на каталитическое преобразование нефти в газ, а в 1970-х годах — на природный газ. К 1977 году сеть газопроводов длиной 4,8 тыс. км связала все части Великобритании. В 1970-х годах компанией были обнаружены значительные запасы природного газа и нефти в британском секторе Северного моря; в 1979 году нефтегазодобыча была выделена в самостоятельную компанию Enterprise Oil. В 1986 году British Gas была приватизирована и вскоре расширила географию деятельности, купив крупнейшую газораспределительную компанию Канады, а также газодобывающие активы в разных странах.
В 1997 году British Gas был разделен на Centrica (оптовые поставки газа, розничный и сервисный бизнес, добыча газа в Великобритании, права на торговую марку British Gas) и BG Group (транспортировка и хранение газа, добыча газа за пределами Великобритании; в 2016 году поглощена Shell). С конца 1990-х годов Centrica начала заниматься электроснабжением.
В 2000 году была куплена канадская компания Direct Energy, деятельность которой несколькими другими приобретениями была расширена в США.
В начале 2006 года представитель российского газового монополиста «Газпром» упомянул о возможности поглощения Centrica, однако эти планы вызвали противодействие со стороны британского правительства.
В 2009 году была куплена компания Venture Production, которая вела добычу газа в Северном море (переименована в Spirit Energy). В 2014 году была куплена ирландская газовая компания Bord Gáis Energy. В 2020 году Direct Energy была продана американской энергетической компании NRG Energy за 3,63 млрд долларов.

## Собственники и руководство
Акции компании на Лондонской фондовой бирже входят в состав индекса FTSE 100.
Крупнейшими акционерами компании являются институциональные инвесторы, наибольшие пакеты акций у Schroders (10,99 %), Bank of America (5,78 %), Ameriprise Financial (5,07 %), BlackRock (5 %), RWC Asset Management (5 %).
Капитализация на Лондонской фондовой бирже на конец 2011 года составила 15 млрд фунтов, на середину 2022 года — 5 млрд фунтов.
- Скотт Уэвей (Scott Wheway) — председатель совета директоров с марта 2020 года, член совета директоров с 2016 года. Также является председателем британского филиала AXA. До этого работал в компаниях в сферах розничной торговли (Best Buy Europe, The Boots Company plc).

Крис О’Ши (Chris O’Shea) — главный исполнительный директор с апреля 2020 года, в компании с 2018 года. До этого был главным финансовым директором в таких промышленных компаниях, как Smiths Group и Vesuvius plc.

## Деятельность
Centrica — крупнейший поставщик газа в Великобритании. Доля Centrica в коммунально-бытовом секторе — 60 %, на рынке промышленных и коммерческих потребителей — 15 %. Также компания занимается газовым бизнесом в континентальной Европе (Бельгия, Нидерланды) и Северной Америке.
Компания обслуживает около 10 млн клиентов.
Основные подразделения по состоянию на 2021 год:
- British Gas Energy — электро- и газоснабжение в Англии, Уэльсе и Шотландии; выручка 7,51 млрд фунтов.
- British Gas Services — услуги в Англии, Уэльсе и Шотландии (установка и обслуживание отопительного оборудования); выручка 1,46 млрд фунтов.
- Bord Gáis — энергоснабжение и сопутствующие услуги в Ирландии; выручка 1,11 млрд фунтов.
- Centrica Business Solutions — энергетические решения для крупного бизнеса в Великобритании и других странах; выручка 1,95 млрд фунтов.
- Energy Marketing & Trading — торговля энергоносителями; выручка 5,87 млрд фунтов.
- Upstream — добыча нефти и газа (дочерние компании Spirit Energy и CSL, 40 млн баррелей н. э. в год), 20-процентная доля в компании по управлению атомными электростанциями (8,34 млн кВт-часов); выручка 0,40 млрд фунтов.